# Аргентинский дог
Аргентинский дог — первая и единственная официально признанная порода собак, выведенная в Аргентине. Иногда аргентинских догов называют аргентинскими мастифами или дого аргентино.

## История породы
Породу создал в 1920-е годы доктор Антонио Норес Мартинес. В процессе создания породы участвовали десять пород собак: кордовская бойцовая собака (которая произошла от смешения испанских мастифов, бультерьеров, старых бульдогов и боксёров); немецкий дог (арлекины), кровь которых была прилита для увеличения роста; большая пиренейская собака для выносливости и закрепления белого окраса; бордоский дог для придания мощи, ирландский волкодав для повышения скоростных качеств; английский пойнтер для улучшения чутья.

### Первый этап создания породы
Идея создания породы собак, которая была бы оптимально адаптирована для охоты на крупную дичь в условиях запада Аргентины, пришла в голову Антонио Норес Мартинесу в 1925 году. Антонио тогда было 18 лет. В качестве основы разведения он решил использовать местную породу собак, использовавшуюся для боев — бойцовую собаку Кордовы (Perro Pelea de Cordobes). Многие друзья его семьи держали этих собак, и Антонио неоднократно мог наблюдать их сильные стороны, такие, как храбрость, воля к победе, превосходные физические данные.
Вот что позже писал по этому поводу сам Антонио:
Среди собак, которые были наиболее известны из-за их выдающейся храбрости и скорости в бою, вспоминаются «Китаец», «Джонсон» и «Тон» Оскара Мартинеса — настоящие собачьи гладиаторы, закончившие свою матчевую карьеру без поражений; «Эль Рой» и «Нахал» дона Рохелио Мартинеса, «Итальянец» дона Пепе Пенья, Таиту де лос Вильяфанье и «Кентавр» майора Балдасарре — собаки, подтвердившие свою легендарную храбрость в многочисленных боях, на которых мы были взволнованны как дети и которые не забудем никогда. Перед матчами эти собаки проходили через тяжелейшие и продолжительные тренинги, в результате чего входили в идеальную физическую форму.
Как национальная порода аргентинский дог состоялся 21 мая 1964 года, когда был признан Кинологической Федерацией Аргентины. Официальное международное признание FCI произошло 31 июля 1973 года. Первоначально породу внесли во II группу вместе с другими молоссами. Впоследствии под давлением национального клуба Аргентины порода на время была переведена к гончим, но вскоре вновь вернулась во II группу, где и находится до сих пор.
В Европе Аргентинские доги были практически неизвестны до 70-х годов XX века, когда австрийский кинолог Отто Шимф, прибывший в Аргентину и увидевший этих собак, был поражён этой породой. Благодаря этому, порода стала известна в Европе и добилась большого успеха в Италии и Франции.

## Охотничьи качества породы
Порода предназначена для использования в качестве охотничьей собаки как травильная гончая (в своре) по крупному зверю. Основным объектом охоты, как правило, является пума и пекари. Собака может долго на высокой скорости преследовать зверя и у неё ещё должно хватать сил, чтобы вступить с ним в схватку. Мелкая же и средняя добыча умерщвляется до прихода охотника.
Следует заметить, что ни одна порода в мире не способна справиться в одиночку с пумой, чей вес достигает центнера. При использовании против пумы своры из пяти собак, как правило, две из них погибают. На такую атаку способны лишь очень смелые животные. Кроме того, аргентинские доги славятся, как отличные охранники и собаки-телохранители. В Аргентине охота на пуму официально запрещена.
На сегодняшний день, как охотничьих собак, аргентинских догов активно используют в Аргентине и США, Балканских странах. В большей части стран Евросоюза сворная охота на кабана запрещена.
В России, в связи с климатическими условиями, существенным отличием зверя и мест его обитания, охотники не используют аргентинских догов, так как слишком высокий риск травм и гибели собак
В связи с повышением интереса к аргентинскому догу как к шоу-собаке, наблюдается отдельное направление в разведении породы, где собаки утрачивают рабочие качества, становятся более тяжелыми по конституции. Соответственно, это может привести к деградации популяции, что можно часто наблюдать в других охотничьих породах.

## Спортивные качества породы
В силу того, что большинство представителей этой породы, живущие в городах, не имеют возможности реализовать себя как охотники, всё больше собак используется в различных кинологических дисциплинах.
Сила, выносливость, азарт и скоростные качества аргентинского дога дают возможность показывать отличные результаты на курсинге и в каникроссе.

## Бойцовые качества породы
Порода использовалась как бойцовая. Цитата создателя породы: 
"Среди собак, которые были наиболее известны из-за их выдающейся храбрости и скорости в бою, вспоминаются «Китаец», «Джонсон» и «Тон» Оскара Мартинеса — настоящие собачьи гладиаторы, закончившие свою матчевую карьеру без поражений; «Эль Рой» и «Нахал» дона Рохелио Мартинеса, «Итальянец» дона Пепе Пенья, Таиту де лос Вильяфанье и «Кентавр» майора Балдасарре — собаки, подтвердившие свою легендарную храбрость в многочисленных боях, на которых мы были взволнованны как дети и которые не забудем никогда". 
Хотя, как известно[кому?], аргентинские доги очень хорошо показывают себя в этой категории: они зачастую побеждают настоящих бойцовых собак, таких как питбули и тоса-ину.
В настоящее время[когда?]

 большинство собак, живущих за пределами Аргентины, используются как собаки-компаньоны.

## Охранные качества породы
В современном мире технологий собака уже не может выполнять тех охранных функций, которые она несла в прошлом веке. Однако многие любители породы и сегодня занимаются со своими аргентинскими догами на специализированных дрессировочным площадках, обучая своих собак охранять. Аргентинские доги легко обучаются, являясь очень контактными и понятливыми собаками. Спортивное сложение и большая физическая сила позволяют этим собакам прекрасно выполнять задержание и охранять хозяина.
В случае, если аргентинский дог живёт на огороженной территории, то зачастую не требуются специальное обучение. Эти собаки, благодаря инстинкту охотника, очень чутки к эмоциональному фону человека и мгновенно отреагируют на опасность, защищая вверенную им территорию и имущество хозяина.
Содержать аргентинских догов запрещёно в 10 странах, включая Австралию, Новую Зеландию и Португалию.
В России обучение аргентинского дога кинологическим дисциплинам, включающим защитный раздел, не разрешено по нормативам, которые устанавливает Российская кинологическая федерация.